# Americorophium aquafuscum
Americorophium aquafuscum is een vlokreeftensoort uit de familie van de Corophiidae. De wetenschappelijke naam van de soort is voor het eerst geldig gepubliceerd in 1972 door Heard & Sikora.